# Кемарская, Евгения Анатольевна
Евгения Анатольевна Кемарская (9 сентября 1929, Артёмовск, Артёмовский округ — 12 декабря 2023) — советская актриса и режиссёр.
Племянница народной артистки РСФСР Надежды Кемарской.

## Биография
Родилась 9 сентября 1929 года в городе Артёмовске Донецкой области.
Окончила ГИТИС имени А. Луначарского.
Работала главным режиссёром Ногинского областного драматического театра. Ставила спектакли в Москве, Санкт-Петербурге, Калуге, Белгороде, Ашхабаде, Чехословакии. В Ногинске сотрудничала с Александром Харитоновым.
В Московском театре имени Гоголя работала в 1997—2012 годах.
Умерла 12 декабря 2023 года. Похоронена на Ваганьковском кладбище.

## Творчество
В 1956 году снялась в фильме «Ты молодец, Анита!» в роли подпольщицы Нины Роситы.
Режиссёр спектаклей:
- «Иванов»,
- «Записная книжка Тригорина»,
- «Долетим до Милана»,
- «Марлени»,
- «Безобразная Эльза»,
- «Мое преступление»,
- «Черное молоко».

Режиссёр-постановщик спектаклей:
- «Семь жизней Вл. И. Немировича-Данченко» (МХАТ им. А. П. Чехова),
- «Твой образ милый и далекий» (Дом-музей К. С. Станиславского),
- «Вечер несерьезного рассказа» (Театральная группа А.Шевлякова).

## Награды
- Заслуженная артистка РСФСР (1981).